# Jaac van Harten
Jaac van Harten ist das Pseudonym des jüdischen Juweliers und Kunsthändlers Jaques-Jules Yaacov Levy (auch Julius Lewy, geboren 3. Oktober 1901 oder 1902 in Gleiwitz/Schlesien; gestorben 1973 in Tel Aviv).
Er soll verschiedener Berichte nach maßgeblich an der Aktion Bernhard beteiligt gewesen sein. Er war zunächst in Breslau als Juwelier tätig und floh später über Amsterdam in die Schweiz, wurde aber von den dortigen Behörden ausgewiesen. Er lebte dann von 1940 bis 1944 in Budapest, fungierte dort als Vertreter des Internationalen Roten Kreuzes und half vielen Juden bei der Emigration. Dabei war er auch als Kunsthändler tätig und arbeitete zum Beispiel mit Kurt Becher zusammen. Ein verurteilter Betrüger aus der Stadt Bremen versucht seit 2017 nachzuweisen, dass er der Sohn von Yaacov Levy und ein berechtigter Erbe ist. Hierfür legte er auch Dokumente der Jüdischen Gemeinde Bremen vor. Der Name des Juweliers Julius Lewy findet sich in Breslauer Adressbüchern mit verschiedenen Schreibweisen. Dabei ist nicht sicher, ob es sich immer um dieselbe Person handelt, da wegen der Verfolgung durch den Nationalsozialismus viele Juden in den 1930er Jahren als Untermieter Schutz suchen mussten.
Nach dem Ende des Zweiten Weltkrieges siedelte er mit seiner Familie nach Israel über und eröffnete in Tel Aviv wieder ein Juweliergeschäft. Er war verheiratet und hatte einen Stiefsohn.